# Tate Taylor

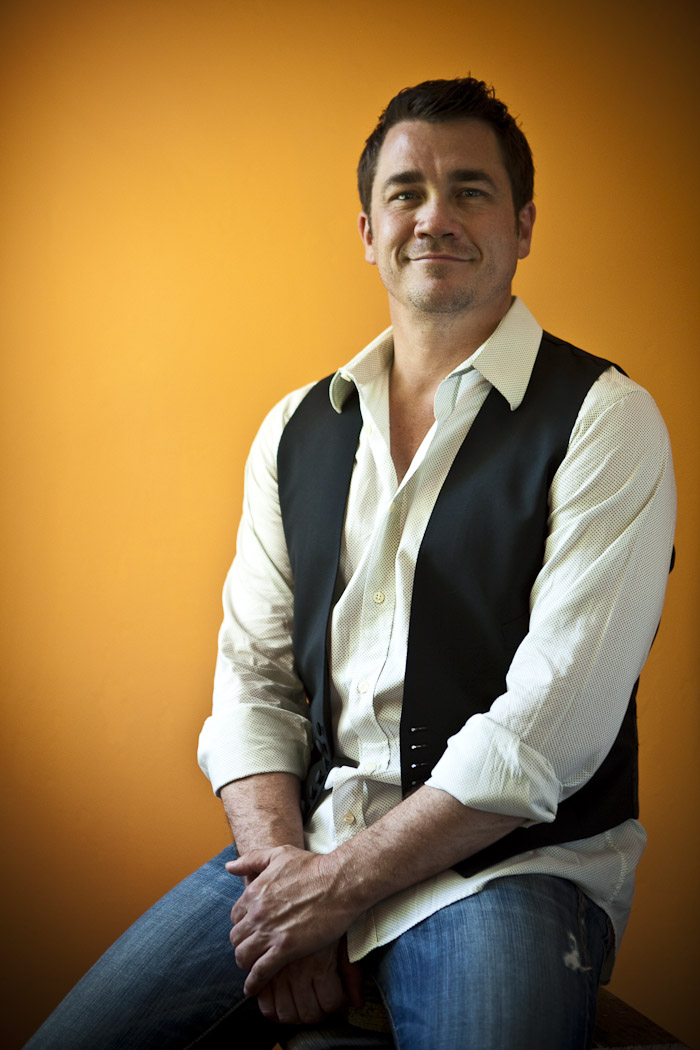
Tate Taylor (2011)

Tate Taylor (* 3. Juni 1969 in Jackson, Mississippi) ist ein US-amerikanischer Regisseur, Drehbuchautor, Produzent und Schauspieler.

## Leben
Tate Taylor wurde in der Stadt Jackson im US-amerikanischen Bundesstaat Mississippi geboren und wuchs dort auch auf. Als junger Erwachsener zog er nach East Village in New York. Dort lebte er eine Zeit lang, bis er im Jahr 1996 nach Los Angeles umzog. Dort fand schließlich sein Einstieg als Schauspieler in die Filmbranche mit kleineren Rollen in Filmen wie Romy und Michele (1997) oder dem Kurzfilm Stick Up (1997) statt.
Nach mehreren Jahren der Arbeit als Schauspieler führte er 2003 bei dem Kurzfilm Chicken Party zum ersten Mal Regie. 2008 stellte der Spielfilm Pretty Ugly People sein Spielfilm-Regiedebüt dar. Zusätzlich fungierte er in dem Film auch als Drehbuchautor und Produzent und hatte außerdem eine kleine Schauspielerrolle.
Er ist gut mit der Autorin Kathryn Stockett befreundet, weshalb er 2011 auch die Regie für die Literaturverfilmung ihres Romans The Help übernahm.

## Filmografie

### Regisseur
- 2003: Chicken Party (Kurzfilm)
- 2008: Pretty Ugly People
- 2011: The Help
- 2014: Get on Up
- 2015: Grace and Frankie (Fernsehserie, Folge 01x01)
- 2016: Girl on the Train (The Girl on the Train)
- 2019: Ma
- 2020: Code Ava – Trained To Kill (Ava)
- 2021: Breaking News in Yuba County

### Schauspieler
- 1997: Stick Up (Kurzfilm)
- 1997: Romy und Michele (Romy and Michele’s High School Reunion)
- 1999: Charmed – Zauberhafte Hexen (Charmed, Fernsehserie, Folge 02x03)
- 2000: Auto Motives (Kurzfilm)
- 2001: The Journeyman
- 2001: Planet der Affen (Planet of the Apes)
- 2001: Six Feet Under – Gestorben wird immer (Six Feet Under, Fernsehserie, Folge 01x10)
- 2002: I Spy
- 2002: Drew Carey Show (The Drew Carey Show, Fernsehserie, Folge 08x09)
- 2003: A.U.S.A. (Fernsehserie, Episode 01x01)
- 2003: Chicken Party (Kurzfilm)
- 2004: Breakin’ All the Rules
- 2005: Queer as Folk (Fernsehserie, Folge 05x13)
- 2005: Wannabe
- 2008: Pretty Ugly People
- 2008: Sordid Lives: Die Serie (Sordid Lives: The Series, Fernsehserie, 3 Folgen)
- 2008: Prop 8: The Musical (Kurzfilm)
- 2010: Winter’s Bone
- 2019: Ma

### Produzent
- 2000: Auto Motives (Kurzfilm)
- 2003: Chicken Party (Kurzfilm)
- 2008: Pretty Ugly People
- 2014: Get on Up

### Drehbuchautor
- 2003: Chicken Party (Kurzfilm)
- 2008: Pretty Ugly People
- 2011: The Help